# Vertriebskompetenz
Der Begriff Vertriebskompetenz bezeichnet die Fähigkeit von Führungskräften und Mitarbeitern, den Vertriebsprozess im Sinne der Unternehmensziele effizient zu gestalten (Planung, Organisation und Kontrolle).

## Bedeutung und begriffliche Abgrenzung
Die Begriffe Vertrieb und Verkauf (und folglich Vertriebs- und Verkaufskompetenz) werden meist synonym verwendet. Dennoch besteht aus Sicht der Betriebswirtschaftslehre ein Unterschied. Von Verkauf spricht man, wenn es um den Persönlichen Verkauf im Rahmen der Kommunikationspolitik des Marketing-Mix geht. Dies gilt insbesondere für das Konsumgütermarketing. Im Investitionsgütermarketing, bei dem die Vermarktung erklärungsbedürftiger, technologie- und wissensintensiver Produkte und Dienstleistungen im Vordergrund steht, ist der Persönliche Verkauf ein Bestandteil der Distributionspolitik. Dabei unterscheidet man zwischen der akquisitorischen (Auswahl, Gewinnung und Erhalt von Kunden) und der physischen oder logistischen (Lagerung und Transport) Distributionspolitik. Eine ausführlichere Beschreibung enthält der Artikel Vertriebsprozess.
Das Umsatzvolumen mit Industriegütern und unternehmensbezogenen Dienstleistungen ist drei- bis fünfmal höher als das Volumen der Konsumgütermärkte. Dieser Vergleich macht die Bedeutung der akquisitorischen Distributionspolitik und damit des Vertriebsprozesses einschließlich des Persönlichen Verkaufs im Investitionsgütermarketing deutlich. Mit anderen Worten: Maschinen, Industrieanlagen, Flugzeuge, Hochgeschwindigkeitszüge oder Bilanzprüfungen (Dienstleistungen) lassen sich nicht mit den gleichen Kommunikationsmitteln wie Joghurt, Waschpulver oder Süßigkeiten über Werbespots in den Massenmedien vermarkten. Deswegen benötigt man bei der akquisitorischen Distribution besonders qualifiziertes Personal (Verkäufer), das (neben profunden Fachkenntnissen) über entsprechende Vertriebskompetenzen verfügen muss.

## Entwicklung von Diagnose und Prognose der Vertriebskompetenz
Die erforderlichen Kompetenzen der Mitarbeiter im Vertrieb (Verkäufer) sind in hohem Maße von der Branche und der Organisation des jeweiligen Unternehmens abhängig. Dennoch lassen sich einige Gemeinsamkeiten feststellen. In historischer Perspektive standen bis etwa Mitte der 1990er Jahre verschiedene Persönlichkeitsmerkmale oder Charakterzüge wie zum Beispiel Extraversion, Optimismus und Kontaktfreude im Vordergrund. Besonders einflussreich auf die Auswahl und Qualifizierung von Verkäufern war auch eine Studie von Meyer und Greenberg aus dem Jahr 1964. Die Autoren fanden in einer Langzeitstudie heraus, dass zwei Faktoren für den Verkaufserfolg (gemessen am Deckungsbeitrag) besonders wichtig seien: Empathie und Ego Drive. Mit Empathie ist die Fähigkeit gemeint, sich in die Situation und Gefühlswelt des Kunden versetzen zu können. Damit könne man das Verhalten des Kunden antizipieren und entsprechend beeinflussen. Unter Ego Drive (deutsch: Selbstwertschutz oder Bedürfnis nach Selbstwerterhöhung) verstehen die Autoren das Bestreben, sich selbst und die eigenen Leistungen in einem möglichst positiven Licht zu sehen. Es handelt sich im Wesentlichen um eine Kombination aus Geltungs- und Leistungsmotiven.
Das Kernproblem derartiger Ansätze besteht darin, dass man von (unbewussten) Motiven oder Gefühlen (die meistens nicht messbar sind) sowie von Persönlichkeitsmerkmalen bei der Auswahl von Verkäufern nicht auf deren späteres Verhalten beim Kunden schließen kann. Mit anderen Worten: Derartige Diagnosesysteme haben eine äußerst geringe prognostische Validität. Zahlreiche empirische Untersuchungen haben gezeigt, dass zum Beispiel Persönlichkeitstests und psychologische Interviews eine um den Faktor zehn geringere Voraussagevalidität aufweisen als ein Intelligenztest. Dieser ist zwar einfach und kostengünstig zu handhaben, umfasst allerdings nur einen kleinen Teil der Fähigkeiten der Vertriebskompetenz, die notwendig sind, um den Vertriebsprozess effizient zu gestalten.
Eine andere Methode hat sich ebenfalls nicht bewährt. Es sind die so genannten Patentrezepte oder Erfolgsgeschichten „erfahrener“ Praktiker aus verschiedenen mehr oder weniger trivialen Ratgeberbüchern. Zum einen beruhen derartige „todsichere“ Erfolgsrezepte auf individuellen Erfahrungen aus der Vergangenheit, deren Wahrheitsgehalt nicht überprüft werden kann. Ferner ist aus der Hirnforschung bekannt, dass nach etwa einem Jahr die Hälfte der gespeicherten Informationen entweder vergessen und verblasst oder (unbewusst) verfälscht ist. Der Grund: Sowohl beim Erleben als auch beim Abspeichern und Erinnern an vergangene Ereignisse sind unterschiedliche situative Emotionen beteiligt, die den Inhalt der Erinnerung beeinflussen. Deswegen spricht Joseph LeDoux von den Seven Sins of Memory.

## Aktuelle Ansätze zur Entwicklung der Vertriebskompetenz
Wegen dieser Probleme gehen neuere Konzepte der Diagnose und Entwicklung von Vertriebskompetenzen nicht mehr von (spekulativen) Persönlichkeitsmerkmalen oder Motiven aus, sondern von Kompetenzen, die durch möglichst präzise Verhaltensbeschreibungen operationalisiert sind. Das Wesentliche an einer Kompetenz kann man als eine Kombination aus messbaren und beobachtbaren Verhaltensweisen, Kenntnissen und Resultaten (Ergebnissen) definieren. Eine Kompetenz muss außerdem immer aufgabenspezifisch definiert und aus den Unternehmenszielen abgeleitet sein.
Ein Beispiel für ein verhaltensbezogenes Modell der Vertriebskompetenz liefert die empirische Studie von Christian Homburg und Michael Müller von der Universität Mannheim. Die Autoren haben 56 Vertriebsleiter, 195 Vertriebsmitarbeiter sowie 538 Privat- und Geschäftskunden befragt. Dabei haben sie herausgefunden, dass überdurchschnittlich erfolgreiche Verkäufer (gemessen unter anderem am Deckungsbeitrag) sich dadurch auszeichnen, dass sie sowohl bei kundenorientierten als auch bei abschlussorientierten Verhaltensweisen besonders hohe Werte erzielt haben. Beispiele für kundenorientierte Verhaltensweisen sind die Wertschätzung des Kunden, der Fokus auf die Befriedigung von Kundenbedürfnissen mit dem vorrangigen Ziel, den Kunden zufriedenzustellen. Eine besonders hohe Kundenorientierung kann bei Vernachlässigung der Abschlussorientierung dazu führen, dass der Verkäufer die Interessen des eigenen Unternehmens vernachlässigt. Diese Verkäufer nennen die Autoren „Soft Seller“. Dagegen zeichnen sich besonders abschlussorientierte Verkäufer durch den Fokus auf die wirtschaftlichen Interessen des Unternehmens aus; ihr vorrangiges Ziel ist es, Abschlüsse und Aufträge mit Druck auf den Kunden zu generieren. Man nennt sie auch „Hard Seller“, die allerdings – genauso wie die „Soft Seller“ nicht sehr erfolgreich sind. Erst die Kombination beider Verhaltensweisen führt zum überdurchschnittlichen Erfolg. Diese Verkäufer nennen die Autoren „Top Seller“. 
Eine weitere empirische Studie zur Ermittlung in der Zukunft besonders wichtiger Schlüsselkompetenzen im Vertrieb (Vertriebskompetenz) hat Waldemar Pelz an der Technischen Hochschule Mittelhessen durchgeführt. Befragt wurden 153 Unternehmen (Rücklauf). Von den Antwortenden waren rund 31 Prozent Geschäftsführer, 29 Prozent Personalverantwortliche, und 22 Prozent der Befragten hatten verschiedene Aufgaben im Vertrieb. Rund 60 Prozent aller Befragten hatten mehr als sieben Jahre disziplinarische Führungsverantwortung. Das Ergebnis der Studie: Die Kompetenzen der Kundenorientierung, die analog zu der Untersuchung von Homburg definiert waren, haben die Befragten mit durchschnittlich 6,42 (auf einer Skala von 1 = „sehr unwichtig“ bis 7 = „sehr wichtig“) bewertet. Bei den Teilkompetenzen handelt es sich um (1) Wertschätzung des Kunden, (2) Bedarfsorientierte Leistungspräsentation, (3) Kundeninteresse in den Vordergrund stellen, (4) Systematische Bedarfsermittlung und (5) Konstruktives Konfliktverhalten. Die anschließende offene Frage nach weiteren zukunftsrelevanten Kompetenzen der Kundenorientierung ergab keine nennenswerten zusätzlichen Aspekte. Somit kann man die von Homburg und Müller vorgeschlagenen, hier etwas modifizierten Kompetenzen als nicht nur erfolgswirksam, sondern auch als zukunftsrelevant interpretieren.

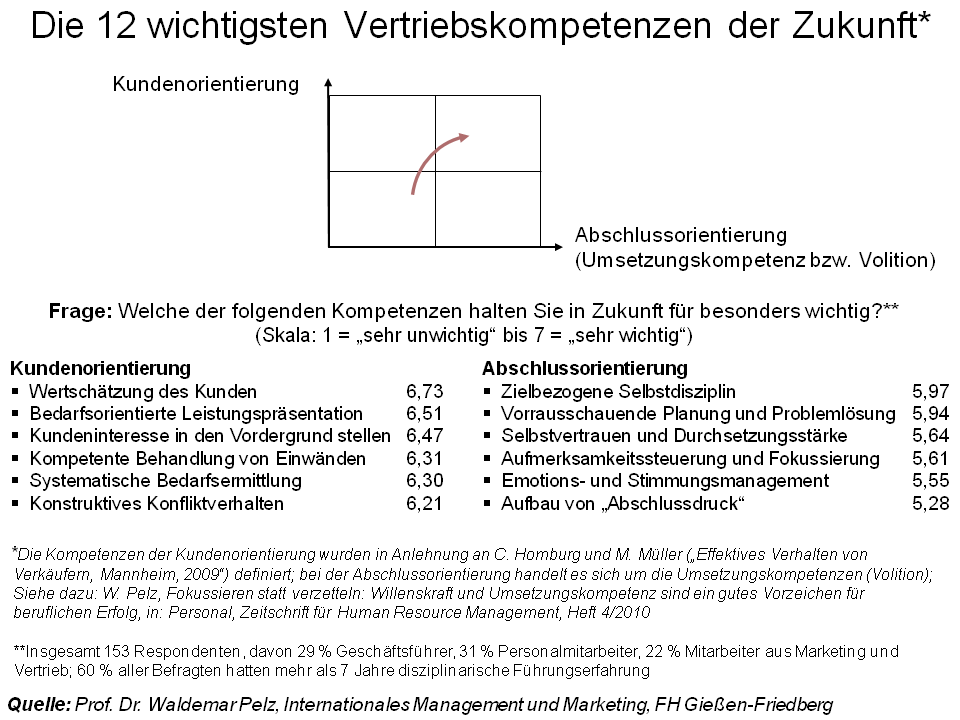
Abbildung: Die 12 wichtigsten Vertriebskompetenzen der Zukunft

Im Vergleich zur Studie der Universität Mannheim wurden in der Studie der Fachhochschule Gießen die Kompetenzen der Abschlussorientierung um fünf Umsetzungskompetenzen bzw. Kompetenzen der Volition erweitert. Dabei geht es um die Fähigkeit, Absichten, Ziele und Wissen in (messbare) Resultate umzuwandeln, also Ergebnisse zu erzielen. Die zukünftige Bedeutung dieser Kompetenzen wurde von den Befragten im Durchschnitt mit 5,74 bewertet (auf einer Skala von 1 = „sehr unwichtig“ bis 7 = „sehr wichtig“). Bei den Teilkompetenzen der Umsetzung handelt es sich um: (1) Zielbezogene Selbstdisziplin, (2) Vorausschauende Planung und Problemlösung, (3) Selbstvertrauen und Durchsetzungsstärke, (4) Aufmerksamkeitssteuerung und Fokussierung sowie (5) Emotions- und Stimmungsmanagement. Die Teilkompetenzen der Mannheimer Studie wie 'Aufbau von Abschlussdruck' und 'Bevorzugung eigener Interessen' wurden als weniger wichtig beurteilt (5,28 und 3,86). Auch in diesem Falle ergab die offene Frage nach weiteren (nicht im Fragebogen enthaltenen) Kompetenzen der Abschlussorientierung keine zusätzlichen Erkenntnisse. Die nebenstehende Grafik veranschaulicht zusammenfassend die wichtigsten Ergebnisse. 
Fazit: In der Zukunft werden erfolgreiche Verkäufer sowohl über stark ausgeprägte Kompetenzen der Kundenorientierung als auch der Abschlussorientierung verfügen müssen. Dabei kommt den Umsetzungskompetenzen im Hinblick auf die Zukunft eine besondere Bedeutung zu. Bei allen Kompetenzen und Teilkompetenzen stehen (messbare) Verhaltensweisen und Leistungen (und nicht mehr Persönlichkeitsmerkmale, Charaktereigenschaften oder diffuse Motive) im Vordergrund, die das effektive Verhalten von Verkäufern ausmachen. Diese bezeichnet man nach dem heutigen Stand des Wissens als Vertriebskompetenz. Danach sollte sich die Auswahl und Qualifizierung von Mitarbeitern für Aufgaben im Vertrieb orientieren. Profunde Erfahrungen im Vertrieb, also die Vertriebskompetenz, gelten als die wichtigste Voraussetzung für die berufliche Entwicklung zum Beispiel ins General Management im Rahmen der Führungskräfteentwicklung.

## Fachliteratur
- C. Belz: Verkaufskompetenz, 2. Auflage, Wien, 1999
- H. Diller: Vahlens Großes Marketinglexikon, München 2001
- J. Hale: Performance-Based Management: What Every Manager Should Do to Get Results, San Francisco 2004
- C. Homburg und M. Müller: Effektives Verhalten von Verkäufern im Kundenkontakt, Mannheim 2009
- C. Homburg u. a.: Sales Excellence, 4. Auflage, Wiesbaden 2006
- M. D. Hutt & T. W. Speh: Business Marketing Management B2B, Cengage Learning: 2010
- J. LeDoux: Das Netz der Persönlichkeit, München 2002
- J. Menkes: Executive Intelligence, New York, 2005
- D. Meyer und H. M. Greenberg: What makes a good salesman. In: Harvard Business Review, Vol. 42 (1964)
- W. Pelz: Vertriebskompetenzen, Zusammenfassende Ergebnisse einer empirischen Studie der FH Gießen-Friedberg, Gießen 2010 (PDF)
- W. Pelz: Zukunftsrelevante Kompetenzen in den Bereichen Vertrieb und Führung, Präsentation, Gießen 2010 (PDF)